# 常家河镇
常家河镇，是中华人民共和国甘肃省定西市通渭县下辖的一个乡镇级行政单位。

## 行政区划
常家河镇下辖以下地区：
桥北社区、常河村、南山村、胜义村、南河村、通河村、曹庄村、孙川村、固河村、张堡村、阳坡村、小庄村、建坪村、直湾村、合并村、高庄村、新集村、泉湾村、老湾村、王庄村、团结村、明山村和绽沟村。